# Papahānaumoku
Papahānaumoku is de Hawaïaanse godin van de aarde. Zij ontmoet de god van de lucht (Wākea) op de berg Mauna Kea.